# Christkönig (Wolfsegg)

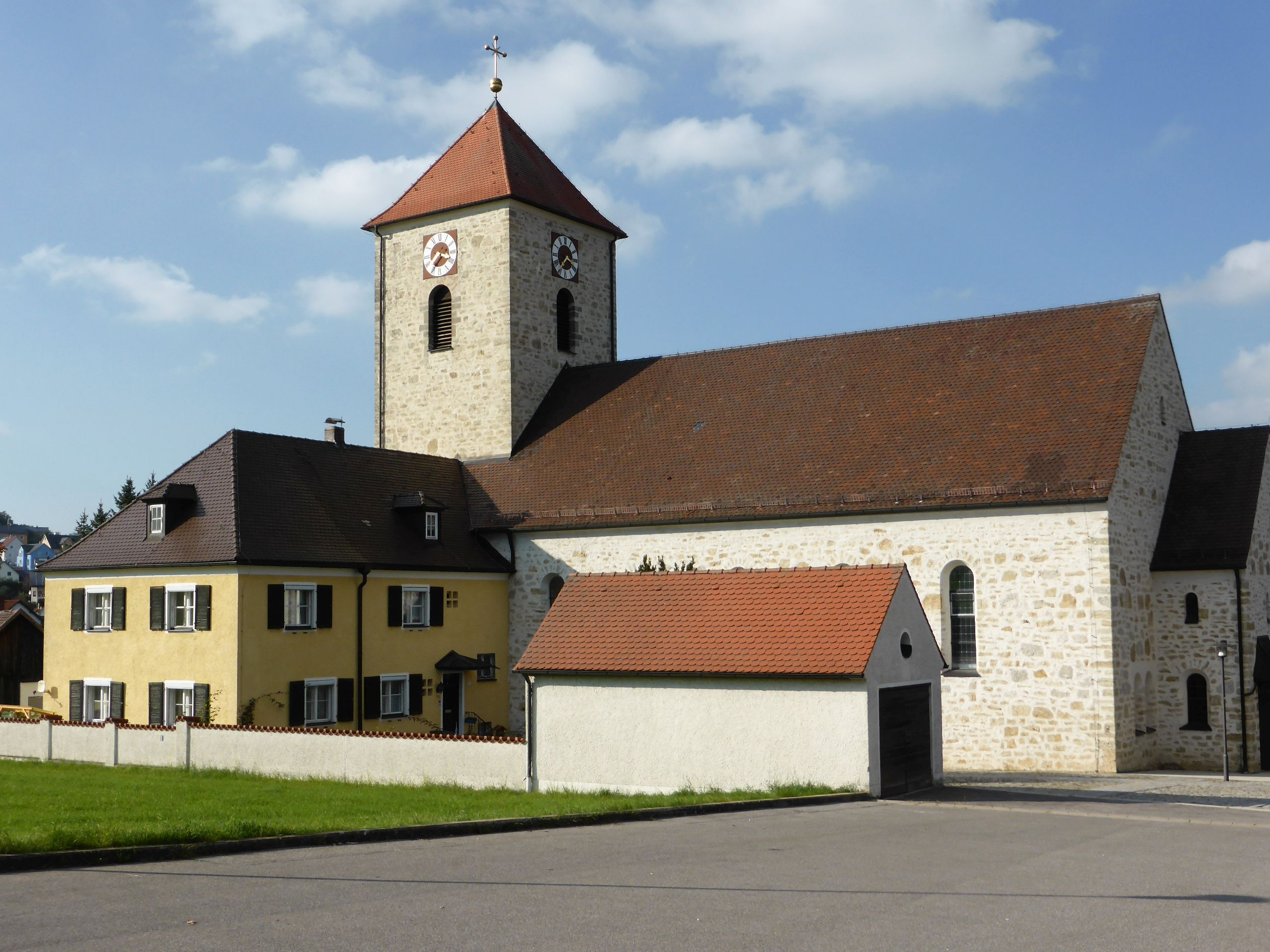
Pfarrkirche Christkönig in Wolfsegg

Die römisch-katholische Pfarrkirche Christkönig liegt in der Gemeinde Wolfsegg im Oberpfälzer Landkreis Regensburg von Bayern (Kirchstraße 10).

## Geschichte
Die Kirche wurde auf Drängen des Pfarrers Franz Bäumler von Duggendorf erbaut. In seinem Schreiben an das Bischöfliche Ordinariat Regensburg begründet er dies 1934 wie folgt mit Klagen über die bestehende Burgkapelle St. Laurentius:

„Wolfsegg besitzt eine Kirche, die den Namen Kirche nicht verdient. Es ist mehr ein Baustadel, an den Felsen hingepatzt wie die übrigen Häuser, enthält aber auch gar nichts, was zur Andacht stimmt und ist viel zu klein für die jetzigen Verhältnisse. Es ist keine Sakristei da, nur hinter dem Altar ein Raum, wo man sich nicht rühren kann, kein Beichtstuhl, auch kein Platz für einen solchen, nur ein Notgestell, wo man Krämpfe bekommt, wenn man eine Zeitlang darin sitzt“

Die Grundsteinlegung erfolgte durch Pfarrer Jakob Meier am 25. August 1935. Bereits am 21. November 1936 konnte die Kirche durch den Domkapitular Anton Doeberl benediziert werden, die feierliche Kirchweihe erfolgte am 11. Juli 1937 durch Bischof Michael Buchberger. Die Kirche erhielt das Patrozinium Christus König; Papst Pius XI. hatte im Jahr 1925 das Christkönigsfest für die ganze römisch-katholische Kirche eingesetzt.
1957 musste der Kirchturm und ein Teil des Kirchenschiffes wegen starker Setzungen unterfangen werden. 1965 erfolgte eine Innenraumrestaurierung, bei der die Liturgiereform des Zweiten Vatikanischen Konzils umgesetzt wurde; beispielsweise wurde die Altarmensa vom Hochaltaraufbau getrennt und als Volksaltar nach vorne gezogen. Die letzte Außenrenovierung fand 1988 statt (Baufirma Pirzer, Wolfsegg).
Seit dem 1. Juli 1964 ist Wolfsegg eine Pfarrkuratie.

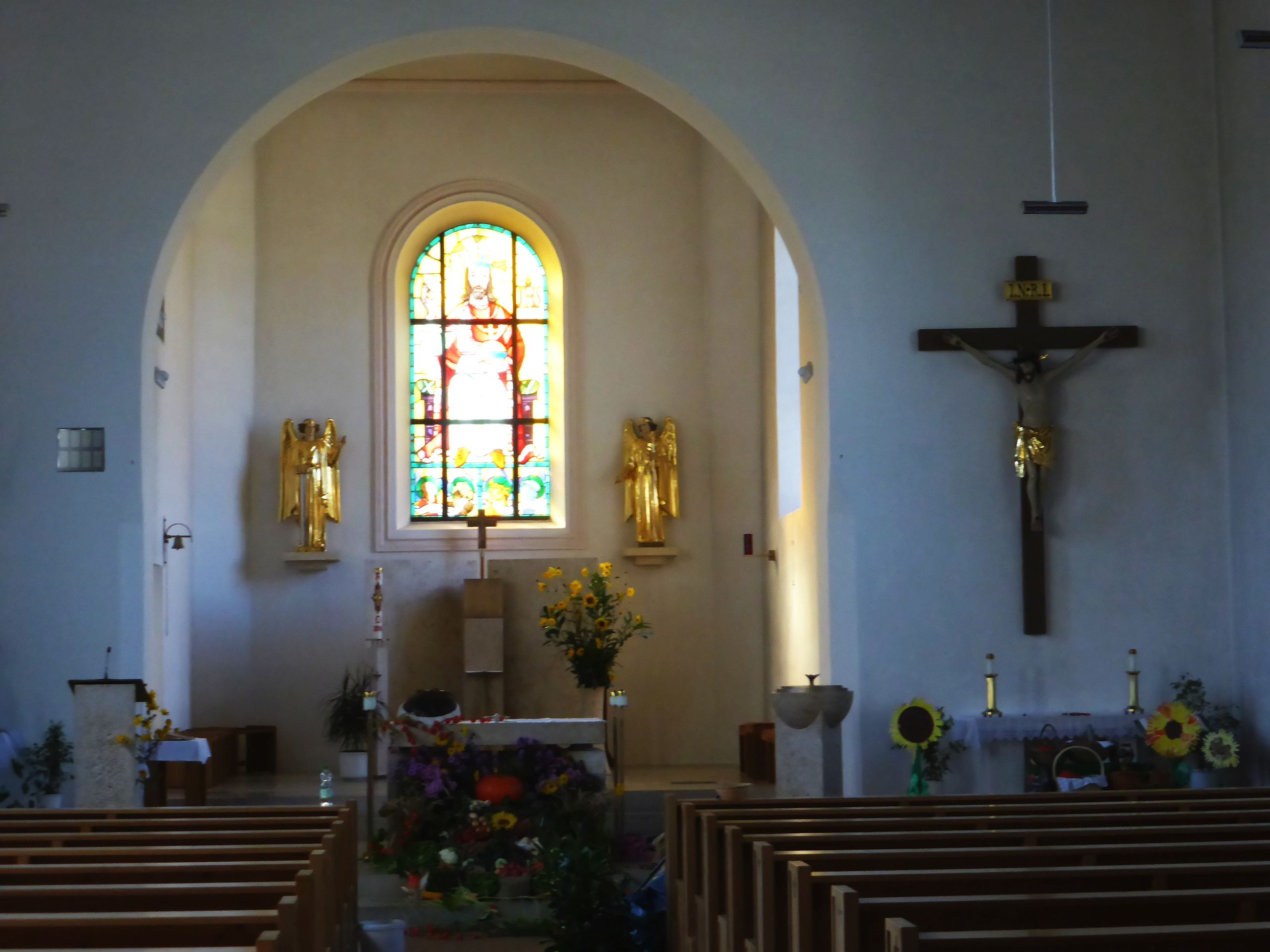
Innenraum der Pfarrkirche von Wolfsegg

## Baulichkeit und Ausstattung
Das Gebäude ist eine Chorturmkirche mit einem Sattel- und Zeltdach. Sie ist in neuromanischem Stil aus Bruchsteinen errichtet worden. Der Innenraum des Kirchenschiffs ist mit einer flachen Kassettendecke nach oben abgeschlossen. Zu dem Ensemble gehört das Leichenhaus, ein eingeschossiger Walmdachbau, sowie die ebenfalls aus Bruchstein errichtete Friedhofs- und Pfarrgartenmauer. An das Kirchengebäude angebaut ist der zweigeschossige, walmdachgedeckte Pfarrhof von Wolfsegg.
Im Chorraum befindet sich ein großes Glasfenster, das entsprechend dem Patrozinium der Kirche Christus als König darstellt (gefertigt von der Fa. Schneider, Regensburg). Über der Eingangstür zur Sakristei findet man eine Figur des hl. Petrus Canisius und gegenüber eine Statue des hl. Johannes Nepomuk. Auf dem linken Nebenaltar ist eine lebensgroße Statue der Gottesmutter mit Kind aufgestellt. Auf der Orgelempore befindet sich die Figur eines Edelfräuleins mit einem Knappen. Im Hauptschiff sind eine Pietà und eine Statue des hl. Nikolaus aus Holz. Die Glasfenster hinter dem Taufbrunnen stellen die Schöpfung und das Gotteslamm dar.
Die Pläne für den Hochaltar und die Kirchenstühle stammen alle aus dem Jahr 1935 von dem Regensburger Architekt Karl Wirthensohn; die Bauarbeiten wurden damals von dem Baumeister J. Küffner von Pielenhofen ausgeführt.
Die Kirche besitzt eine Marien- und Josefglocke (1937) und die große Christkönigsglocke (1962, Glockengießerei Hamm, Regensburg).
Am 29. Januar 2005 wurde durch Bischof Gerhard Ludwig Müller die feierliche Weihe eines neuen Altars vorgenommen.